# Ectocarpus simulans
Espèce
Ectocarpus simulans est une espèce d'algues brunes de la famille des Ectocarpaceae.